# 凤凰水仙
凤凰水仙产于广东潮安凤凰乡的条形乌龙茶，分单丛、浪菜、水仙三个级别。有天然花香，蜜韵，滋味浓、醇、爽、甘，耐冲泡。主销广东、港澳地区，外销日本、东南亚、美国。